# Pararge parvopunctata
Pararge parvopunctata är en fjärilsart som beskrevs av Jan Stach 1922. Pararge parvopunctata ingår i släktet Pararge och familjen praktfjärilar. Inga underarter finns listade i Catalogue of Life.